# Порожнина носа
Порожнина носа, носова порожнина (лат. cavum nasi, cavum nasale, cavitas nasi) — порожнина тіла, в якій у тварин та людини розміщуються органи нюху та яка є верхнім відділом дихальних шляхів, через яку відбувається дихання. Порожнина носа розпочинається ніздрями, які ведуть до присінка носової порожнини, що далі переходить у власне носову порожнину. Внутрішня поверхня присінка вистелена багатошаровим плоским зроговілим епітелієм, який є продовженням епітелію шкіри та має волосся, сальні і потові залози. У глибших відділах носової порожнини епітелій переходить у багатошаровий незроговілий, а далі — у псевдобагатошаровий чи багаторядний війчастий епітелій власне носової порожнини.

## Анатомія
Порожнина носа розділена перегородкою на дві половини та в задній частині переходить у верхній відділ порожнини глотки — носоглотку.
Кожна половинка носа верхніми та середніми раковинами решітчастої кістки і нижньою носовою раковиною розділена на 3 носові ходи: верхній, середній і нижній. Також є загальний носовий хід.
Три носові раковини збільшують загальну поверхню порожнини носа й утворюють носові ходи (верхній, середній та нижній). У нижній носовий хід відкривається носослізний канал. У верхній — задні комірки решітчастого лабіринту решітчастої кістки і клиноподібні пазухи (синуси клиноподібної кістки). У середній — середні та передні комірки решітчастого лабіринту, лобові та гайморові пазухи (синуси лобної та верхньощелепної кісток).
Повітря із порожнини носа надходить крізь хоани до носової частини глотки, а потім до ротової й в гортань.

## Функції
Носова порожнина виконує дихальну, захисну, нюхову та резонаторну функції, серед яких перші три виконуються переважно слизовою оболонкою, а остання — власне порожниною носа.
Через носову порожнину проходить все повітря, що вдихається. Внаслідок звивистості носових ходів повітря утворює завихрення в носовій порожнині, тому через ніс повітря проходить повільніше, ніж через рот. В результаті тиску струменя повітря на слизову оболонку порожнини носа відбувається збудження дихального рефлексу, і грудна клітка розширюється більше, ніж при вдиху через рот.
Порожнина носа, як і всі повітроносні шляхи, вистелена слизовою оболонкою. Більша частина слизової оболонки носа вкрита війчастим псевдобагатошаровим чи багаторядним епітелієм, який утворений війчастими клітинами, келихоподібними клітинами або гландулоцитами, що виділяють слиз, вставними та базальними клітинами. У порожнину носа відкриваються протоки численних слизових альвеолярно-трубчастих залоз, які також виділяють слиз на поверхню епітелію. Слиз обволікає чужорідні часточки, що осіли на епітелії з вдихуваного повітря, а завдяки ритмічним рухам війок війчастих клітин грудочки слизу пересуваються назовні й виводяться в зовнішнє середовище. Слиз виконує також функцію зволоження повітря. Вставні клітини виконують підтримуючу функцію для спеціалізованих війчастих та келихоподібних клітин, а базальні клітини — це недиференційовані клітини, які можуть мітотично ділитись, і є джерелом постійної регенерації епітелію. Серед базальних клітин можуть зустрічатись поодинокі антигенпрезентуючі клітини (дендритні, клітини Лангерганса), які захоплюють антиген та презентують його імунній системі.
Нюхову функцію забезпечує нюховий епітелій, який є периферичною частиною органа нюху — основного та додаткового органа нюху (вомероназального органа). Нюховий епітелій розташований на верхній та частково середній носових раковинах, і відповідній їй частині носової перегородки, та на відміну від звичайного війчастого епітелію, додатково містить нюхові нейросекреторні рецепторні клітини. Власна пластинка слизової оболонки, яка розташована під епітелієм, і підслизова основа дуже добре васкуляризовані й забезпечують вирівнювання температури вдихуваного повітря до температури тіла.
Резонаторну функцію виконує носова порожнина поряд з навколоносовими пазухами, глоткою і порожниною рота, які є резонатором для голосу.